# Nick LaRocca

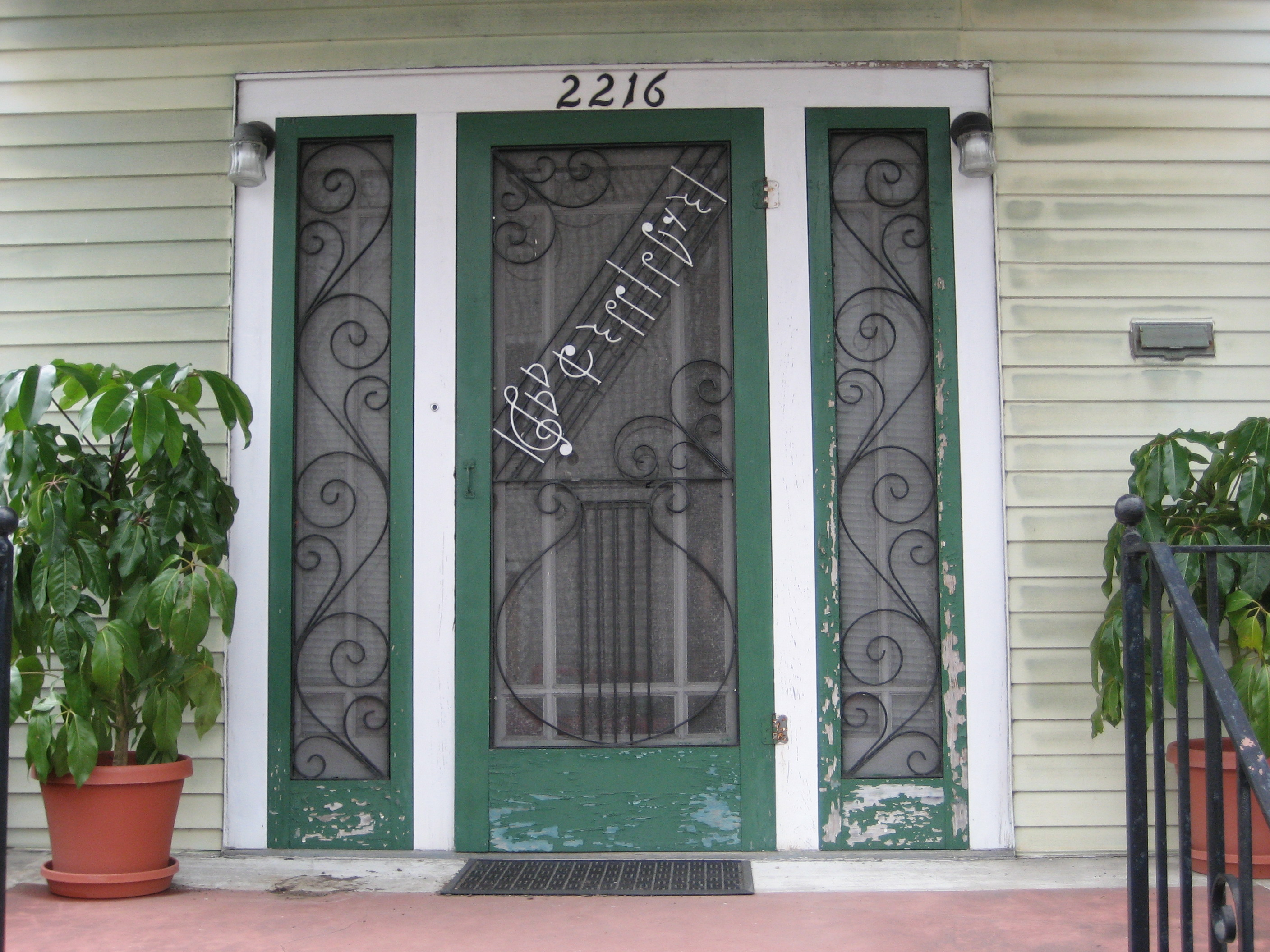
De eerste Noten van de "Tiger Rag" aan de huisdeur van Nick LaRocca

Dominic (Nick) James LaRocca (soms ook: La Rocca) (New Orleans, 11 april 1889 – aldaar, 22 februari 1961) was een Amerikaanse componist, kornettist en jazzpionier. Hij was de bandleader van onder andere de Original Dixieland Jass Band(ODJB). Volgens LaRocca behoorde hij met deze band tot de "Creators of Jazz", en was hij de "Columbus van de muziek" en de persoon, over wie het meest werd gelogen sinds Jesus Christus. Hij was een zoon van arme Siciliaanse emigranten. Zijn vader, de schoenmaker Girolamo LaRocca, was afkomstig uit Salaparuta en zijn moeder Vita De Nina kwam uit Poggioreale.

## Levensloop
LaRocca voelde zich aangetrokken tot de muziek van de blaasorkesten in New Orleans en leerde zichzelf kornet spelen, alhoewel zijn vader hoopte dat zijn zoon een beter beroep zou kiezen. Aanvankelijk werkte hij als elektricien, maar hij bleef daarnaast muziek maken. Van 1910 tot 1916 was hij lid van de band van Papa Jack Laine. Binnen deze band werd hij niet als de meest virtuoze en creatieve spelers beschouwd, maar hij werd gewaardeerd om zijn stevige lead-spel en zijn sterke lip, waardoor hij lange solo's kon spelen, of meerdere optredens achter elkaar kon doen op dezelfde dag.
In 1916 verving hij op het laatste moment de kornettist Frank Christian in de band van Johnny Stein, voor een optreden in het "New Schiller Café" in Chicago. Na opheffing van deze formatie richtte LaRocca, samen met Alcide Nunez en Eddie Edwards in Chicago de Original Dixieland Jass Band (ODJB) op, die de eerste commercieel uitgegeven jazzopnames in New York in 1917 verzorgde. Deze opnames, onder anderen Livery Stable Blues en Dixieland Jass Band One-Step, werden hits en zorgden voor de faam van deze band.
De band gaf LaRocca de bijnaam Joe Blade, en bracht een stuk uit onder de titel Joe Blade, Sharp as a Tack.
LaRocca leidde deze band op reizen door Engeland en de Verenigde Staten tot in het begin van de jaren twintig, maar hij kreeg een zenuwinzinking, keerde terug naar New Orleans en stopte met de muziek. Hij kreeg werk bij een bouw- en aannemingsbedrijf. In de band werd hij vervangen door de jonge trompettist Henry Levine. De band bestond tot ten minste 1925. Maar in 1936 richtte Nick LaRocca de ODJB opnieuw op, voor een tournee en een aantal plaatopnames. Hij beweerde dat hij en zijn band de uitvinders van de inmiddels landelijk populaire swingmuziek waren. Hij en de herenigde Original Dixieland Jass Band speelden de Tiger Rag, die in de vermeldingen ("Newsreels") van het radiomagazine "The March of Time" als de Birth of Swing werd aangeduid en dat uitgevoerd werd in de Amerikaanse theaters op 19 februari 1937. Wegens persoonlijke conflicten werd de band in 1937 weer opgeheven en LaRocca nam opnieuw afscheid van de muziek.
Louis Armstrong duidde LaRocca in zijn eerste biografie Swing That Music als van grote betekenis voor de ontwikkelingen in de vroege jazz. Hij schreef: 
Vier jaar voordat ik geleerd heb de trompet te bespelen, werd het eerste opmerkelijke jazzorkest in New Orleans gevormd door een kornettist genaamd Dominick James LaRocca...
De door vele jazzdeskundigen als originele jazzband aangeduide Creole Jazzband van King Oliver werd opgericht in 1922. Zowel Louis Armstrong als Lil Hardin Armstrong vermeldden dat de platen van de Original Dixieland Jass Band vele hebben gestimuleerd om de stukken na te spelen. In de opnames van King Oliver vanuit 1923, bijvoorbeeld Canal St. Blues, zijn significante overeenkomsten herkenbaar met de versie, die in 1921 door Nick LaRocca werd opgenomen. LaRocca is de componist en/of mede-componist van sommige vroege jazzstandards (klassiekers) zoals Tiger Rag en Fidgety Feet. Hij overleed in New Orleans in 1961.

## Composities (selectie)

### Werken voor orkest
- Barnyard Blues, voor orkest

### Werken voor harmonieorkest
- At the Jazz Band Ball, voor harmonieorkest - bewerkt door Pi Scheffer
- Barnyard Blues
- Original Dixieland One-Step, voor klarinet en harmonieorkest - bewerkt door H. van Maarschalkerwaart

### Werken voor jazzband/bigband
- 1917 Barnyard Blues
- 1918 At the Jazz Band Ball, one-step - (samen met: Larry Shields)
- 1918 Belgian Doll
- 1918 Ostrich Walk - (samen met: Larry Shields)
- 1918 Skeleton Jungle
- 1919 Fidgety Feet
- 1919 Lasses candy
- 1923 The King Tut strut
- 1932 Tiger Rag
- Basin Street Parade
- Cruising Down the River
- Floating Down the River
- Holiday in New Orleans
- I've lost my Heart in Dixieland
- Jazz Band Ball
- Original Dixieland One-Step  nr. 1
- Original Dixieland One-Step  nr. 2
- Weary Blues
- Why should I Cry over You nr. 1
- Why should I Cry over You nr. 2